# Graphomya
Graphomya este un gen de muște din familia Muscidae. 

## Specii
- G. alaskensis Arntfield, 1975
- G. americana Robineau-Desvoidy, 1830
- G. columbiana Arntfield, 1975
- G. eustolia Walker, 1849
- G. idessa (Walker, 1849)
- G. interior Arntfield, 1975
- G. maculata (Scopoli, 1763)
- G. minor Robineau-Desvoidy, 1830
- G. minuta Arntfield, 1975
- G. occidentalis Arntfield, 1975
- G. transitionis Arntfield, 1975
- G. ungava Arntfield, 1975